# Ursace
Ursace (mort vers 370) était une personnalité influente du christianisme ancien. Évêque de Singidunum en Mésie, proche conseiller de l'empereur Constance II, il représente, avec les évêques illyriens de Pannonie Photin de Sirmium et Valens de Mursa, un courant radical anoméen de l'arianisme qui s'oppose au cours du IVe siècle à la tendance orthodoxe nicéenne représentée par Athanase d'Alexandrie, qu'il contribue, avec Valens, à faire exiler plusieurs fois.

## Biographie

### Jeune évêque
Athanase et Hilaire de Poitiers rapportent qu'Ursace a été formé en compagnie de Valens de Mursa à l'école même d'Arius avec qui ils auraient été en relation en Illyrie.
En 335, Ursace, alors jeune évêque, prend part avec Valens à l'enquête de Maréote décidée au synode de Tyr et dirigée contre Athanase. Il fera également partie de la délégation anti-nicéenne qui se rend ensuite auprès de Constantin Ier et obtient en 337 l'exil d'Athanase à Trèves. L'arianisme est alors vainqueur de la lutte qui l'oppose aux tenants du symbole de Nicée.
Il participe au concile schismatique de Sardique en 343 où les évêques orientaux favorables à l'arianisme excommunient Ossius de Cordoue, l'évêque de Rome Jules, Maximin de Trèves, Protogène de Sardique et Gaudentius de Naissus et actent un nouveau symbole de leur foi, la quatrième formule d'Antioche, rédigée deux ans plus tôt
Vers 347, sous la pression du coempereur Constant Ier, Ursace se range, toujours en compagnie Valens, aux vues consubstantialistes du symbole de Nicée défendues par Jules de Rome avant de se rétracter et d'obtenir une nouvelle profession de foi semi-arienne à laquelle souscrit notamment le vieux nicéen Ossius de Cordoue lors du concile d'Arles de 353, qui voit condamner Athanase une nouvelle fois grâce à Constance II. À partir de 355, Valens et Ursace obtiennent encore de l'empereur l'exil des dirigeants chrétiens occidentaux nicéens Eusebio di Vercelli, Lucifer de Calaris, Denis de Milan, Hilaire de Poitiers; le pape Libère est lui exilé en Thrace.

### Luttes d'influence
En 357, à la suite d'un synode convoqué par Constance II à Sirmium sous l'impulsion d'Ursace et Valens, c'est la formule des évêques anoméens qui est retenu. Cette formule, appelée deuxième symbole de Sirmium écartant toute spéculation sur le mode de génération du Fils, se borne à affirmer la subordination de ce dernier au Père dont « l’unicité », donc sa solitude dans la divinité, est ainsi affirmée. Les anoméens obtiennent la signature d'Ossius de Cordoue, alors centenaire. C'est alors le triomphe du parti radical arien dirigé par les évêques illyriens. 
Ses détracteurs parlent du blasphème de Sirmium. Une partie de l’épiscopat oriental arien de tendance homéenne, rassemblée autour de Basile d'Ancyre, s’oppose alors à Ursace et à Valens et, au synode d’Ancyre de 358, il fait approuver une lettre dogmatique dénonçant le caractère hérétique de cette profession de foi des deux évêques illyriens. 
Durant l’été 358, Constance II convoque alors un nouveau concile général à Sirmium qui réunit les différents courants et auquel il assiste personnellement. Ursace et Valens y représentent les ariens anoméens,  Basile d’Ancyre et Acace de Césarée, les ariens homéens et Hilaire de Poitiers ainsi qu’Athanase d'Alexandrie, les Trinitaires nicéens. Les débats durent des mois et l’Empereur finit par trancher en faveur du courant arien, y voyant un compromis entre les nicéens et les ariens anoméens, et promulgue l'année suivante un nouveau symbole de foi connu sous le nom de quatrième symbole de Sirmium.

### Credo daté
En 359, le parti d'Ursace profite alors d’une absence de l’évêque d’Ancyre pour à nouveau tenter d'amener l’empereur à ses vues, qui promulgue un quatrième symbole de Sirmium en 359, une formule expurgée de toute allusion à la « substance » ou a « l’essence » de Dieu, se contentant de dire que le Fils est « semblable au Père », sans autre précision. Cette formule, trop peu précise et qu'Athanase appelle par dérision le credo daté, mécontente tout le monde. Le parti arien perdra ensuite du terrain au profit de l'orthodoxie nicéenne dès le règne de Julien qui accède seul au trône en 361 à la mort de Constance.
Athanase d'Alexandrie rapporte qu'Ursace est condamné lors d'un synode organisé à Rome par le pape Damase Ier en 369. Il meurt vers 370 et a pour successeur, presque certainement, Secundianus qui sera à son tour condamné pour arianisme quoique la ville Sigidunum semble être restée favorable à l'arianisme antinicéen.

## Sources partielles
- Jacques Zeiller, Les origines chrétiennes dans les provinces danubienne, 1918, rééd. L'Erma di Bretschneider, 1967 ouvrage en ligne